# 阿古杜
阿古杜是巴西南大河州的一个市镇。总面积536.117平方公里，总人口16714人，人口密度31.2人/平方公里。